# السير هنري ويلسون، البارونيت الأول
المشير السير هنري هيوز ويلسون، البارونيت الأول، حامل وسام الحمام ووسام الخدمة المتميزة (مايو 1864 - 22 يونيو 1922) كان أحد كبار ضباط أركان الجيش البريطاني في الحرب العالمية الأولى وكان سياسيًا اتحاديًا أيرلنديًا لفترة وجيزة.
شغل ويلسون منصب قائد كلية الأركان في كامبرلي، ثم مديرًا للعمليات العسكرية في مكتب الحرب، حيث لعب دورًا حيويًا في وضع الخطط لنشر الحملات في فرنسا في حالة الحرب. وخلال تلك السنوات اكتسب ويلسون سمعته كمدبر مكائد سياسية لدوره في التحريض على إدخال التجنيد الإجباري وفي حادثة كورا عام 1914 عندما شجع كبار الضباط على الاستقالة بدلًا من التحرك ضد متطوعي أولستر (يو فّي إف).
كان ويلسون أهم مستشار للسير جون فرنش خلال حملة عام 1914 لكونه رئيسًا مساعدًا لأركان قوة المشاة البريطانية (بي إي إف)، لكن علاقاته السيئة مع هيج وروبرتسون جعلته مهمشًا في ما يخص اتخاذ القرارات خلال منتصف سنوات الحرب. وقد لعب دورًا مهمًا في العلاقات العسكرية الأنجلو-فرنسية في عام 1915 بعد تجربته الوحيدة في القيادة الميدانية كقائد فيلق عام 1916، ومرة أخرى كحليف للجنرال الفرنسي المثير للجدل روبرت نيفيل في أوائل عام 1917. ولاحقًا في عام 1917 أصبح مستشارًا عسكريًا غير رسمي لرئيس الوزراء البريطاني ديفيد لويد جورج، ثم للممثل العسكري البريطاني الدائم في مجلس الحرب الأعلى في فرساي.
في عام 1918 شغل ويلسون منصب رئيس الأركان العامة الإمبراطورية (القائد العملي للجيش البريطاني). واستمر في هذا المنصب بعد الحرب في الوقت الذي كان يخفض فيه حجم الجيش أثناء محاولة احتواء الاضطرابات الصناعية في المملكة المتحدة والاضطرابات القومية في بلاد الرافدين ومصر. كما لعب دورًا مهمًا في حرب الاستقلال الأيرلندية.
عمل ويلسون لفترة وجيزة كعضو في البرلمان بعد تقاعده من الجيش، وأيضًا كمستشار أمني لحكومة أيرلندا الشمالية. وقد جرى اغتياله على عتبة منزله من قبل مسلحين من الجيش الجمهوري الأيرلندي في عام 1922 أثناء عودته إلى المنزل بعد الكشف عن نصب تذكاري للحرب في محطة ليفربول ستريت.

## خلفيته العائلية
زعمت عائلة ويلسون أنها وصلت إلى كاريكفرغس، مقاطعة أنترم، مع وليم أمير أورنج في عام 1690، ولكن ربما عاشوا في المنطقة قبل ذلك. ومثل بروتستانت أولستر نجحوا في أعمال الشحن في بلفاست في أواخر القرن الثامن عشر وأوائل القرن التاسع عشر، وبعد قانون العقارات المرهونة لعام 1849 أصبحوا ملاك أراضٍ في مقاطعات دبلن ووستميث ولونجفورد. وكان والد ويلسون جيمس هو الأصغر من بين أربعة أبناء، وقد ورث كوريغران في بالينالي، مقاطعة لونجفورد (1200 فدان، بقيمة 835 جنيهًا إسترلينيًا في عام 1878)، ما جعله مالكًا للأراضي من رتبة متوسطة، فكان أكثر من مزارع كبير ولكن ليس مالكًا من فئة مالك «البيت الكبير» المهيمن؛ وبحلول عام 1901 كان في عقار كوريغران 49 من الكاثوليك و13 بروتستانتيًا (10 منهم من عائلة ويلسون). وعمل جيمس ويلسون كشريف سامٍ وقاضي السلام ونائب الملازم في لونجفورد، ولم تكن هناك حكومة محلية منتخبة في أيرلندا حتى سن قانون الحكومة المحلية (أيرلندا) لعام 1898، وقد التحق هو وابنه الأكبر جيمي بكلية الثالوث في دبلن. ولا يوجد سجل لنشاط رابطة الأرض في تلك الأملاك، وفي أواخر الستينيات من القرن العشرين تذكر زعيم الجيش الجمهوري الأيرلندي شون ماك أوين عائلة ويلسون على أنهم ملّاك وأرباب عمل منصفون. وقد امتلك ويلسون أيضًا فراسكاتي، وهو منزل يعود للقرن الثامن عشر في بلاك روك بالقرب من دبلن.
ولد هنري ويلسون في كوريغران، وكان ثاني أبناء جيمس وكونستانت ويلسون الأربعة (كان لديه أيضًا ثلاث شقيقات). والتحق بجامعة مارلبورو العامة بين سبتمبر من عام 1877 وعيد الفصح عام 1880، وذلك قبل أن يغادر من أجل التحضير للجيش. كما أصبح أحد إخوة ويلسون الأصغر ضابطًا في الجيش والآخر وكيلًا للعقارات.
تحدث ويلسون بلكنة أيرلندية وكان يعتبر نفسه أحيانًا بريطانيًا أو أيرلنديًا أو من الأولستر. ومثل العديد من أبناء عصره، بما في ذلك الأنجلو أيرلنديين أو الأولستر إسكتلنديين، غالبًا ما كان يشير إلى بريطانيا باسم «إنجلترا». ويشير كاتب سيرته كيث جيفري إلى أنه قد يكون، مثل العديد من الأنجلو أيرلنديين، قد استعرض «أيرلنديته» في إنجلترا واعتبر نفسه أكثر «إنجليزية» أثناء وجوده في أيرلندا، وربما يتفق أيضًا مع وجهة نظر شقيقه جيمي القائلة لم تكن أيرلندا «متجانسة» بما يكفي لتكون «أمة». وكان ويلسون عضوًا متدينًا في كنيسة أيرلندا، وفي بعض الأحيان كان يحضر القداس الكاثوليكي، لكن الطقوس «الرومانية» لم تعجبه، خاصة عندما يمارسها رجال الدين الأنجليكان. وكان يتمتع بعلاقات شخصية جيدة مع الكاثوليك، على الرغم من وجود ادعاءات لا أساس لها حول أنه كان يكره جورج ماكدونوغ، وحاول منع ترقية وليام هيكي، لأن كلا الرجلين كانا من الكاثوليك.

## مسيرته المبكرة
كضابط صغير
بين عامي 1881 و1882 حاول ويلسون عدة مرات الدخول إلى مؤسسات تدريب الضباط في الجيش البريطاني، ولكنه فشل. حاول مرتين دخول الأكاديمية العسكرية الملكية (وولويتش) وثلاث مرات دخول الكلية العسكرية الملكية (على الرغم من وجود تسعة متقدمين لكل مكان في أواخر سبعينيات القرن التاسع عشر). واعتمدت امتحانات القبول لكليهما بشكل كبير على التعلم عن غيب. وادعى السير جون فورتسكو لاحقًا (في عام 1927) أن هذا كان بسبب طوله فكان يحتاج إلى «وقت ليتطور دماغه».
مثل فرنش وسبيرز، دخل ويلسون الخدمة العسكرية «بوسائل ملتوية» كما كان معروفًا آنذاك، من خلال أن يصبح ضابطًا في الميليشيا أولًا. وفي ديسمبر عام 1882 انضم إلى ميليشيا لونجفورد، والتي كانت أيضًا الكتيبة السادسة (الميليشيا) في لواء البندقية. كما تدرب مع فوج مشاة مونستر الخامس. وبعد فترتين من التدريب كان مؤهلًا للتقدم بطلب ليصبح ضابطًا نظاميًا، وبعد تضييق في شتاء 1883-1884، ورحلات إلى الجزائر ودارمشتات لتعلم الفرنسية والألمانية، أجرى امتحان الجيش في يوليو عام 1884. وجُند في الفوج الملكي الأيرلندي، ولكن سرعان ما جرى نقله إلى لواء البندقية الأكثر شهرة.
ذهب ويلسون في أوائل عام 1885 مع الكتيبة الأولى إلى الهند، حيث لعب رياضة البولو وصيد الطرائد الكبيرة. وفي نوفمبر عام 1886 جرى إرساله إلى منطقة إيراوادي العليا، جنوب ماندالاي مباشرة، في بورما التي جرى ضمها مؤخرًا للمشاركة في الحرب البورمية الثالثة، والتي أصبحت عملياتها لمكافحة التمرد في تلال أراكان تُعرف باسم «حرب التابعين». ونظمت القوات البريطانية ضمن مشاة الخيالة برفقة «شرطة جوركا». وعمل ويلسون مع هنري رولينسون من فيلق البندقية الملكي، الذي وصفه في مذكراته بأنه «شاب جيد جدًا». وفي 5 مايو عام 1887 أصيب فوق عينه اليسرى. ولكن الجرح لم يلتئم، وبعد ستة أشهر في كلكتا قضى ما يقرب من عام 1888 بأكمله يتعافى في أيرلندا حتى شفي بشكل كامل ليعود إلى الفوج. وتركه هذا الجرح مشوهًا، وأكسبه ألقابًا مثل «ويلسون القبيح» و«أبشع رجل في الجيش البريطاني».